# 皮茨敦 (紐約州)
皮茨敦（英語：Pittstown）是一個位於美國紐約州倫塞勒縣的鎮。

## 人口
根據2020年美國人口普查的數據，皮茨敦的面積為167.94平方千米，當中陸地面積為159.62平方千米，而水域面積為8.32平方千米。當地共有人口5540人，而人口密度為每平方千米33人。